# Smiliska meksykańska
Smiliska meksykańska (Smilisca baudinii) – gatunek płaza bezogonowego z rodziny rzekotkowatych (Hylidae).

## Systematyka
Takson Smilisca manisorum, synonimizowany dawniej ze Smilisca baudinii, od 2017 roku jest ponownie uznawany za osobny gatunek.

### Etymologia
Epitet gatunkowy zwierzęcia wywodzi się najprawdopodobniej od francuskiego dowódcy, Monseur Baudin, który przekazał ów gatunek do Muzeum Historii Naturalnej w Paryżu.

## Występowanie
Zasięg występowania rozpościera się od skrajnie południowego Teksasu przez Meksyk, Gwatemalę, Belize, Honduras i Salwador aż do Kostaryki. Smiliska meksykańska zamieszkuje na terenach nizinnych oraz na wzgórzach o wysokości poniżej 2000 m, jednak większość z tych terytoriów znajduje się na wysokościach mniejszych niż 1000 m.

## Budowa
Kończyny żaby są krótkie. Palce o umiarkowanej długości oraz dość masywne. Palce kończyn przednich w 1/3 długości pokryte są błoną pławną, natomiast kończyn tylnych w 2/3. Powierzchnia grzbietu jest gładka, zaś brzuszna strona ciała ma chropowatą fakturę. Szerokość głowy jest większa niż jej długość, a profil pyska wyraźnie się zaokrągla. Błona bębenkowa cechuje się dużą średnicą, która sięga od 1/2 do 3/4 średnicy oka. Dorosłe samce posiadają parę szarych rozciąganych worków wokalnych, które umiejscowione są w okolicach gardła.
Samce osiągają od 4,73 cm do 7,59 cm. Natomiast u samic najmniejsze mają 5,6 cm, a największe dorastają nawet do 9 cm.

### Ubarwienie
Smiliska meksykańska ma duże możliwości względem zmiany ubarwienia. Może być brązowa, ciemnoszara, szara, jasnobrązowa, jasnozielona bądź szarozielona. Ma ciemne plamy na grzbiecie, a jej boki są koloru kremowego. Na bokach widoczne są też cętki. Spód ciała w przeciwieństwie do grzbietu jest jasny. Na powierzchni palców znajdują się poprzeczne ciemne paski.
Głowa po swoich bocznych stronach przybiera barwę jasnozieloną lub jasnobrązową. Na górnej wardze można zauważyć charakterystyczne dla tego gatunku ciemne pionowe kreski. Smiliska posiada charakterystyczne czarne pasmo ciągnące się od oka do ramienia. Pod oczami zauważalne przejaśnienie w ubarwieniu. Tęczówka ma kolor brązowy.

## Kijanka
Przeobrażenie następuje po 14–20 dniach od zapłodnienia.
Długość kijanki wynosi około 22 mm. Charakteryzuje ją solidne ciało oraz krótki ogon. Oczy, nozdrza oraz szczeliny skrzelowe są rozmieszczone po bokach grzbietu. Ciemny grzbiet pokryty jest jasnymi plamami w kształcie półksiężyców, które rozciągają się aż do końca tułowia. W ten sposób tworzą nieregularne jasne pasmo na górnej stronie tylnej części ciała. Spód ciała jest przezroczysty – tak jak płetwy, których powierzchnia dodatkowo usiana jest brązowymi cętkami.
Otwór gębowy znajduje się na pozycji przednio-brzusznej. Środkowa część górnej wargi jest pozbawiona brodawek, jednak reszta otworu gębowego zaopatrzona jest w ich dwa rzędy. Tęczówka oka, podobnie jak u formy dorosłej, jest brązowa.

## Rozród
U osobników występujących w stanie Teksas rozród trwa od czerwca do lipca, jednak może się on przedłużyć. Przykładem są żaby zamieszkujące Meksyk, gdzie okres ten rozpoczyna się w lipcu, a kończy w październiku. Następuje on w przepełnionych basenach, podmokłych trawiastych łąkach czy w strumieniach. Samce nawołują z płytkich warstw zbiorników, lecz zdarza się także że spośród drzew czy zarośli. Tworzą one chóry, a każdy z nich złożony jest z kilku par osobników męskich. Do ampleksusu dochodzi w płytszych strefach zbiorników. Samice składają od 2500 do 3500 czarno-kremowych jaj pokrytych błoną (w każdej po kilkaset jaj). Pojedyncze jajo ma średnicę 1,3 mm, a wraz z otoczką 1,5 mm.

## Tryb życia
Smiliska meksykańska prowadzi nocny i nadrzewny tryb życia. Preferuje niższe warstwy lasu, gdzie może znaleźć schronienie podczas pory suchej – m.in. pod pniami, zwalonymi kłodami drzew, w norach ssaków czy dziuplach.
Tryb życia kijanek jest pelagiczny. Żerują one w płytkich warstwach zbiorników wodnych.